# Hieroteu (monjo)
Hieroteu (Hierotheus, Ἱερόθεοςç) fou un monjo romà d'Orient que va viure probablement al començament del segle v i va escriure una obra titulada  Διάγραμμα una espècie de dissertació on l'autor intenta explicar la naturalesa de Déu per mitjà de figures geomètriques. Hi va haver altres autors romans d'Orient amb el mateix nom, de menys importància.